# Liste des joueurs des Nets de Brooklyn
Voici la liste des joueurs des Nets de Brooklyn ayant disputé au moins un match en NBA depuis la création de la franchise sous le nom des Nets de New Jersey en 1976.
- Haut – A
- B
- C
- D
- E
- F
- G
- H
- I
- J
- K
- L
- M
- N
- O
- P
- Q
- R
- S
- T
- U
- V
- W
- X
- Y
- Z

## A
- Hassan Adams
- Rafael Addison
- Maurice Ager
- Rafer Alston
- Cadillac Anderson
- Kenny Anderson
- Ron Anderson
- Nate Archibald
- Brandon Armstrong
- Darrell Armstrong
- Vincent Askew
- Bird Averitt

## B
- John Bagley
- James Bailey
- Mike Bamton
- Tim Bassett
- Tony Battie
- Benoit Benjamin
- David Benoit
- Walter Berry
- Travis Best
- Otis Birdsong
- Mookie Blaylock
- Josh Boone
- Sam Bowie
- Earl Boykins
- Winford Boynes
- Dudley Bradley
- Shawn Bradley
- Adrian Branch
- Ron Brewer
- Chucky Brown
- Damone Brown
- P. J. Brown
- Tony Brown
- Thegame Broseph
- Stanley Brundy
- Jud Buechler
- Rodney Buford
- David Burns
- Scott Burrell

## C
- Michael Cage
- Adrian Caldwell
- Elden Campbell
- Rick Carlisle
- Chris Carr
- Bob Carrington
- Joe Barry Carroll
- Vince Carter
- Sam Cassell
- Harvey Catchings
- Bobby Cattage
- Ron Cavenall
- Maurice Cheeks
- Chris Childs
- Ben Coleman
- Derrick Coleman
- Jason Collins
- Dallas Comegys
- Lester Conner
- Darwin Cook
- Joe Cooper
- Mark Crow
- William Cunningham

## D
- Lloyd Daniels
- Mel Daniels
- Yinka Dare
- Hubert Davis
- Mel Davis
- Darryl Dawkins
- Derrick Dial
- Kaniel Dickens
- DeSagana Diop
- Sherman Douglas
- Chris Dudley

## E
- Kevin Edwards
- Bob Elliott
- Len Elmore
- Chris Engler
- Evan Eschmeyer
- Brian Evans

## F
- Jamie Feick
- Dave Feitl
- Vern Fleming
- Sleepy Floyd
- Phil Ford
- Jim Fox

## G
- Corey Gaines
- Chris Gatling
- Tate George
- Derrick Gervin
- Eddie Gill
- Kendall Gill
- Armon Gilliam
- Gerald Glass
- Mike Gminski
- Anthony Goldwire
- Steve Goodrich
- Greg Graham
- Evric Gray

## H
- Rudy Hackett
- Jack Haley
- Devin Harris
- Lucious Harris
- Donnell Harvey
- Trenton Hassell
- Robert Hawkins
- Mark Hendrickson
- Rod Higgins
- Sean Higgins
- Darnell Hillman
- Roy Hinson
- Dave Hoppen
- Dennis Hopson
- Eddie House
- Kim Hughes

## I
- Mile Ilić

## J
- Jaren Jackson
- Jim Jackson
- Marc Jackson
- Phil Jackson
- Stephen Jackson
- Dave Jamerson
- Richard Jefferson
- Anthony Johnson
- George Johnson
- Linton Johnson
- Mickey Johnson
- Reggie Johnson
- Bill Jones
- Damon Jones
- Edgar Jones
- Mark Jones
- Rich Jones
- Ed Jordan
- Yvon Joseph

## K
- Rich Kelley
- Jason Kidd
- Albert King
- Bernard King
- Kerry Kittles
- Joe Kleine
- Nenad Krstic
- Bruce Kuczenski

## L
- Sam Lacey
- Tom LaGarde
- Courtney Lee
- Doug Lee
- Keith Lee
- Kurk Lee
- Brook Lopez
- Bob Love
- Maurice Lucas
- Zackery Leavell

## M
- Todd MacCulloch
- Don MacLean
- Jamaal Magloire
- Rick Mahorn
- Pace Mannion
- Stephon Marbury
- Donny Marshall
- Kenyon Martin
- Anthony Mason
- Tony Massenburg
- Bob McAdoo
- Tim McCormick
- Xavier McDaniel
- Mike McGee
- Jim McIlvaine
- Jeff McInnis
- Kevin McKenna
- Larry McNeill
- Ron Mercer
- Terry Mills
- Jérôme Moïso
- Éric Money
- Eric Montross
- Johnny Moore
- Lowes Moore
- Mikki Moore
- Chris Morris
- Alonzo Mourning
- Eric Murdock
- Gheorghe Muresan
- Lamond Murray
- Dikembe Mutombo
- Pete Myers

## N
- Bostjan Nachbar
- Calvin Natt
- Louie Nelson
- Mike Newlin
- Johnny Newman

## O
- Ed O'Bannon
- Mike O'Koren
- Dan O'Sullivan
- Kevin Ollie
- Doug Overton

## P
- Robert Pack
- Scott Padgett
- Elliot Perry
- Tim Perry
- Johan Petro
- Dražen Petrović
- Roger Phegley
- Eddie Phillips
- Zoran Planinic
- Howard Porter
- Kevin Porter

## Q
- Chris Quinn

## R
- Kelvin Ransey
- Khalid Reeves
- Micheal Ray Richardson
- Bernard Robinson
- Clifford Robinson
- Rumeal Robinson
- Rodney Rogers
- Jacy Roman

## S
- Soumaila Samake
- Wayne Sappleton
- Brian Scalabrine
- Dwayne Schintzius
- Rony Seikaly
- Charles Shackleford
- Purvis Short
- Ralph Simpson
- Al Skinner
- Reggie Slater
- Tamar Slay
- Jabari Smith
- Robert Smith
- Rory Sparrow
- Vladimir Stepania
- Awvee Storey
- Mark Strickland
- Stromile Swift

## T
- Jay Taylor
- Chuck Terry
- Reggie Theus
- Billy Thomas
- Jamel Thomas
- John Thomas
- Ray Tolbert
- Jeff Turner

## U
- Ben Uzoh

## V
- Jan van Breda Kolff
- Keith Van Horn
- David Vaughn
- Jacque Vaughn

## W
- Foots Walker
- Jamie Waller
- Rex Walters
- Duane Washington
- Dwayne Washington
- Wilson Werdann
- David Wesley
- Aaron Williams
- Buck Williams
- Earl Williams
- Eric Williams
- Jayson Williams
- Kevin Williams
- Marcus Williams
- Ray Williams
- Reggie Williams
- Sean Williams
- Terrence Williams
- John Williamson
- Bill Willoughby
- Mike Wilson
- Ricky Wilson
- Dave Wohl
- Léon Wood
- Mike Woodson
- Orlando Woolridge
- Antoine Wright

## Y
- Yi Jianlian

## Z
- Derrick Zimmerman